# Discografia de Barão Vermelho
A discografia do Barão Vermelho contém treze álbuns de estúdio, oito álbuns ao vivo, três álbuns de compilação, quatro álbuns de vídeo, cinquenta e cinco singles e trinta e sete videoclipes.

## Álbuns

### Álbuns de estúdio
| Álbum                 | Detalhes                                                                                             | Vendas       | Certificações                  |
| --------------------- | --- | ------------ | ------------------------------ |
| Barão Vermelho        | - Lançamento: 27 de setembro de 1982 - Formatos: LP, K7, CD, download digital - Gravadora: Som Livre | - : 8.000    |                                |
| Barão Vermelho 2      | - Lançamento: Agosto de 1983 - Formatos: LP, K7, CD, download digital - Gravadora: Som Livre         | - : +500.000 |                                |
| Maior Abandonado      | - Lançamento: Setembro de 1984 - Formatos: LP, K7, CD, download digital - Gravadora: Som Livre       | - : +100.000 | - : PMB: Ouro                  |
| Declare Guerra        | - Lançamento: Abril de 1986 - Formatos: LP, K7, CD, download digital - Gravadora: Som Livre          | - : 30.000   | - : PMB: Ouro                  |
| Rock'n Geral          | - Lançamento: Maio de 1987 - Formatos: LP, K7, CD, download digital - Gravadora: WEA                 | - : 15.000   |                                |
| Carnaval              | - Lançamento: Agosto de 1988 - Formatos: LP, CD, download digital - Gravadora: WEA                   |              | - : PMB: Ouro : PMB: Platina   |
| Na Calada da Noite    | - Lançamento: Agosto de 1990 - Formatos: LP, CD, download digital - Gravadora: WEA                   |              |                                |
| Supermercados da Vida | - Lançamento: 25 de setembro de 1992 - Formatos: LP, K7, CD, download digital - Gravadora: WEA       |              |                                |
| Carne Crua            | - Lançamento: 11 de julho de 1994 - Formatos: LP, CD, download digital - Gravadora: WEA              |              |                                |
| Álbum                 | - Lançamento: 30 de maio de 1996 - Formatos: CD, download digital - Gravadora: WEA                   |              | - : PMB: Ouro - : PMB: Platina |
| Puro Êxtase           | - Lançamento: 8 de maio de 1998 - Formatos: CD, download digital - Gravadora: WEA                    |              |                                |
| Barão Vermelho        | - Lançamento: 12 de novembro de 2004 - Formatos: CD, download digital - Gravadora: WEA               |              |                                |
| Viva                  | - Lançamento: 16 de agosto de 2019 - Formatos: CD, download digital - Gravadora: NBV                 |              |                                |

### Álbuns ao vivo
| Álbum                            | Detalhes | Certificações                     |
| -------------------------------- | --- | --------------------------------- |
| Barão ao Vivo                    | - Lançamento: Agosto de 1989 - Formatos: LP, CD, download digital - Gravadora: WEA                             |                                   |
| Barão Vermelho ao Vivo           | - Lançamento: 1992 - Formatos: LP, CD, download digital - Gravadora: Som Livre                                 | - : PMB: Ouro                     |
| Barão Vermelho ao Vivo + Remixes | - Lançamento: 1997 - Formatos: CD, download digital - Gravadora: WEA                                           |                                   |
| Balada MTV                       | - Lançamento: 23 de dezembro de 1999 - Formatos: CD, download digital - Gravadora: WEA                         | - : PMB: Ouro - : PMB: 2× Platina |
| MTV ao Vivo                      | - Lançamento: 17 de novembro de 2005 - Formatos: CD, download digital - Gravadora: WEA                         | - : PMB: Ouro                     |
| Rock in Rio 1985: Barão Vermelho | - Lançamento: 10 de agosto de 2007 - Formatos: CD, download digital - Gravadora: Som Livre/MZA                 |                                   |
| Barão 40                         | - Lançamento: 13 de agosto (acústico) e 16 de dezembro (de luxe) - Formatos: Download digital - Gravadora: NBV |                                   |
| Barão & Titãs (Ao Vivo)          | - Lançamento: 2023 - Formatos: Download digital - Gravadora: WEA                                               |                                   |

### Compilações
| Ano  | Álbum                                      | Detalhes                                                                            | Certificações |
| ---- | ------------------------------------------ | ----------------------------------------------------------------------------------- | ------------- |
| 1989 | Melhores Momentos: Cazuza e Barão Vermelho | - Lançamento: 1989 - Formatos: LP, CD, download digital - Gravadora: Som Livre      |               |
| 2002 | Pedra, Flor e Espinho                      | - Lançamento: 2002 - Formatos: CD, download digital - Gravadora: Som Livre          |               |
| 2018 | Barão Pra Sempre                           | - Lançamento: 27 de abril de 2018 - Formatos: CD, download digital - Gravadora: NBV |               |

## Singles
| Título                                       | Ano  | Álbum                                                  |
| -------------------------------------------- | ---- | ------------------------------------------------------ |
| "Todo Amor Que Houver Nessa Vida"            | 1982 | Barão Vermelho                                         |
| "Down Em Mim"                                | 1982 | Barão Vermelho                                         |
| "Menina Mimada"                              | 1983 | Barão Vermelho 2                                       |
| "O Que A Gente Quiser"                       | 1983 | Barão Vermelho 2                                       |
| "Pro Dia Nascer Feliz"                       | 1984 | Barão Vermelho 2                                       |
| "Manhã Sem Sonho"                            | 1984 | Barão Vermelho 2                                       |
| "Maior Abandonado"                           | 1984 | Maior Abandonado                                       |
| "Por Que a Gente É Assim?"                   | 1984 | Maior Abandonado                                       |
| "Bete Balanço"                               | 1984 | Maior Abandonado e Trilha Sonora do filme Bete Balanço |
| "Amor Amor"                                  | 1984 | Trilha Sonora do filme Bete Balanço                    |
| "Eu Queria Ter Uma Bomba"                    | 1984 | Trilha Sonora da novela A Gata Comeu                   |
| "Declare Guerra"                             | 1986 | Declare Guerra                                         |
| "Torre De Babel"                             | 1986 | Declare Guerra                                         |
| "Amor de Irmão"                              | 1987 | Rock'n Geral                                           |
| "Dignidade"                                  | 1987 | Rock'n Geral                                           |
| "Quem Me Olha Só"                            | 1987 | Rock'n Geral                                           |
| "Contravenção"                               | 1987 | Rock'n Geral                                           |
| "Pense e Dance"                              | 1988 | Carnaval                                               |
| "Não Me Acabo"                               | 1988 | Carnaval                                               |
| "Política voz"                               | 1990 | Na Calada da Noite                                     |
| "O Poeta Está Vivo"                          | 1990 | Na Calada da Noite                                     |
| "Tão Longe de Tudo"                          | 1991 | Na Calada da Noite                                     |
| "Flores do Mal"                              | 1992 | Supermercados da Vida                                  |
| "Pedra, Flor e Espinho"                      | 1992 | Supermercados da Vida                                  |
| "Fúria e Folia"                              | 1993 | Supermercados da Vida                                  |
| "Odeio-te, Meu Amor"                         | 1993 | Supermercados da Vida                                  |
| "Meus Bons Amigos"                           | 1994 | Carne Crua                                             |
| "Daqui Por Diante"                           | 1994 | Carne Crua                                             |
| "Carne Crua"                                 | 1995 | Carne Crua                                             |
| "Guarda Essa Canção"                         | 1995 | Carne Crua                                             |
| "Vem Quente Que Eu Estou Fervendo"           | 1996 | Álbum                                                  |
| "Amor Meu Grande Amor"                       | 1996 | Álbum                                                  |
| "Só Pra Variar"                              | 1997 | Álbum                                                  |
| "Malandragem Dá Um Tempo"                    | 1997 | Álbum                                                  |
| "Um Índio"                                   | 1997 | Álbum                                                  |
| "Puro Êxtase"                                | 1998 | Puro Êxtase                                            |
| "Por Você"                                   | 1998 | Puro Êxtase                                            |
| "O Tempo Não Para"                           | 1999 | Balada MTV                                             |
| "Quando O Sol Bater Na Janela Do Seu Quarto" | 1999 | Balada MTV                                             |
| "Cuidado"                                    | 2004 | Barão Vermelho                                         |
| "Pra Toda a Vida"                            | 2004 | Barão Vermelho                                         |
| "Codinome Beija-Flor"                        | 2005 | MTV ao Vivo                                            |
| "A Solidão Te Engole Vivo"                   | 2018 | Viva                                                   |
| "Eu Nunca Estou Só (Com BK')                 | 2019 | Viva                                                   |
| "Enquanto Ela Não Chegar"                    | 2022 | Barão 40 (Acústico)                                    |
| "Maior Abandonado"                           | 2022 | Barão 40 (Acústico)                                    |
| "Por Você"                                   | 2022 | Barão 40 (Acústico)                                    |
| "Pro Dia Nascer Feliz"                       | 2022 | Barão 40 (De Luxe)                                     |
| "Down Em Mim"                                | 2022 | Barão 40 (De Luxe)                                     |
| "Amor Pra Recomeçar"                         | 2022 | Barão 40 (De Luxe)                                     |
| "O Poeta Está Vivo"                          | 2022 | Barão 40 (De Luxe)                                     |
| "Por Que A Gente É Assim?"                   | 2022 | Barão 40 (De Luxe)                                     |
| "Solidão Que Nada"                           | 2022 | Barão 40 (De Luxe)                                     |
| "Meus Bons Amigos"                           | 2023 | Barão 40 (De Luxe)                                     |
| "Carne de Pescoço"                           | 2023 | Barão 40 (Acústico)                                    |

## Videografia
| Ano  | Vídeo                                                                                                |
| ---- | --- |
| 1999 | Balada MTV                                                                                           |
| 2005 | MTV ao Vivo                                                                                          |
| 2006 | Acústico MTV (foi lançado apenas no box MTV Barão Vermelho (1991-2005), nunca lançado separadamente) |
| 2007 | Rock in Rio 1985                                                                                     |
| 2022 | Barão 40                                                                                             |

## Videoclipes
| Título                               | Ano  | Diretor                                   |
| ------------------------------------ | ---- | ----------------------------------------- |
| "Ponto Fraco"                        | 1982 |                                           |
| "Pro Dia Nascer Feliz"               | 1983 |                                           |
| "Maior Abandonado"                   | 1984 | Ezequiel Neves                            |
| "Bete Balanço"                       | 1984 |                                           |
| "Torre de Babel"                     | 1985 |                                           |
| "Declare Guerra"                     | 1986 |                                           |
| "Dignidade"                          | 1987 |                                           |
| "Contravenção"                       | 1987 |                                           |
| "Pense e Dance"                      | 1988 |                                           |
| "Não Me Acabo"                       | 1988 | Paulo Trevisan                            |
| "Política Voz"                       | 1990 |                                           |
| "O Poeta Está Vivo"                  | 1990 |                                           |
| "Tão Longe de Tudo" (ao vivo)        | 1991 |                                           |
| "Flores do Mal"                      | 1992 |                                           |
| "Pedra, Flor e Espinho"              | 1992 |                                           |
| "Fúria e Folia"                      | 1993 | Andrucha Waddington                       |
| "Meus Bons Amigos"                   | 1994 | MC Fernandes                              |
| "Daqui Por Diante"                   | 1994 | MC Fernandes                              |
| "Carne Crua"                         | 1995 |                                           |
| "Vem Quente Que Eu Estou Fervendo"   | 1996 | Gringo Cardia                             |
| "Amor Meu Grande Amor"               | 1996 | Monique Gardenberg                        |
| "Puro Êxtase"                        | 1998 | Carolina Jabor, Mini Kerti e Gualter Pupo |
| "Por Você"                           | 1998 | Hugo Prata e Adriano Goldman              |
| "Cuidado"                            | 2004 | Johnny Araújo                             |
| "A Solidão Te Engole Vivo"           | 2018 | Luciano Cian                              |
| "Eu Nunca Estou Só"                  | 2019 | Luciano Cian                              |
| "Enquanto Ela Não Chegar" (ao vivo)  | 2022 | Rodrigo Pinto                             |
| "Maior Abandonado" (ao vivo)         | 2022 | Rodrigo Pinto                             |
| "Por Você" (ao vivo)                 | 2022 | Rodrigo Pinto                             |
| "Pro Dia Nascer Feliz" (ao vivo)     | 2022 | Rodrigo Pinto                             |
| "Down em Mim" (ao vivo)              | 2022 | Rodrigo Pinto                             |
| "Amor Pra Recomeçar" (ao vivo)       | 2022 | Rodrigo Pinto                             |
| "O Poeta Está Vivo" (ao vivo)        | 2022 | Rodrigo Pinto                             |
| "Por Que A Gente É Assim?" (ao vivo) | 2022 | Rodrigo Pinto                             |
| "Solidão Que Nada" (ao vivo)         | 2022 | Rodrigo Pinto                             |
| "Meus Bons Amigos" (ao vivo)         | 2023 | Rodrigo Pinto                             |
| "Carne de Pescoço" (ao vivo)         | 2023 | Rodrigo Pinto                             |

## Referencias
1. 1 2  «Barão Vermelho 1982 – Álbum de estreia da banda brasileira pela Som Livre.». 80 Rock. 27 de julho de 2024. Consultado em 31 de maio de 2025
2. 1 2  «Barão Vermelho 2: Um marco no rock brasileiro». 80 Rock. 6 de agosto de 2024. Consultado em 31 de maio de 2025
3. 1 2  «Como 'Maior Abandonado' mudou a história de Cazuza e do Barão Vermelho nos anos 1980». RollingStone Brasil. 15 de junho de 2022. Consultado em 31 de maio de 2025
4. ↑  «Declare guerra». Rate Your Music. Consultado em 31 de maio de 2025
5. 1 2  «Cadê: "Rock'n'Geral", quinto disco do Barão Vermelho (1987)». Monkeybuzz. 14 de outubro de 2013. Consultado em 1 de junho de 2025
6. ↑  «Rock'n geral». Rate Your Music. Consultado em 31 de maio de 2025
7. ↑  «Carnaval». Rate Your Music. Consultado em 31 de maio de 2025
8. ↑  «Há 34 anos, em agosto de 1990, o Barão Vermelho lançava Na Calada Da Noite, sétimo álbum de estúdio da banda fluminense.». 80 Rock. 15 de agosto de 2024. Consultado em 31 de maio de 2025
9. ↑  «Supermercados da Vida». Apple Music. Consultado em 31 de maio de 2025
10. ↑  «Supermercados da Vida». Musicosmos. 28 de julho de 2021. Consultado em 31 de maio de 2025
11. ↑  «Carne Crua». Apple Music. Consultado em 31 de maio de 2025
12. ↑  «Barão Vermelho não quer mais ser retrô». Folha de S. Paulo. 30 de maio de 1996. Consultado em 31 de maio de 2025
13. 1 2 3 4 5 6  «Certificados - Pro-Música Brasil | Barão Vermelho». Pro-Música Brasil. Consultado em 31 de maio de 2025
14. ↑  «Barão lança CD e se volta à...eletrônica». Folha de S. Paulo. 8 de maio de 1998. Consultado em 31 de maio de 2025
15. ↑  «Barão sobrevive feito formiga do pop-rock». Folha de S. Paulo. 12 de novembro de 2004. Consultado em 31 de maio de 2025
16. ↑  «VIVA». Apple Music. 16 de agosto de 2019. Consultado em 31 de maio de 2025
17. ↑  «Barão: Ao vivo». Rate Your Music. Consultado em 1 de junho de 2025
18. ↑  «Barão Vermelho – Ao Vivo + Remixes». Rate Your Music. Consultado em 1 de junho de 2025
19. ↑  «Barão Vermelho não foge à regra». Folha de S. Paulo. 23 de dezembro de 1999. Consultado em 1 de junho de 2025
20. ↑  «Barão lança pacote e volta a Cazuza». Folha de S. Paulo. 17 de novembro de 2005. Consultado em 1 de junho de 2025
21. ↑  «DVD recupera noite histórica do Barão». Folha de S. Paulo. 10 de agosto de 2007. Consultado em 1 de junho de 2025
22. ↑  «Barão 40 (Acústico)». Apple Music. 13 de agosto de 2022. Consultado em 1 de junho de 2025
23. ↑  «Barão 40 (De Luxe)». Apple Music. 16 de dezembro de 2022. Consultado em 1 de junho de 2025
24. ↑  «Barão Vermelho lança 'Barão pra sempre' nas plataformas digitais». Correio Braziliense. 27 de abril de 2018. Consultado em 1 de junho de 2025
25. ↑  «Barão Pra Sempre». Consultado em 1 de junho de 2025
26. ↑  «Barão Vermelho – Down Em Mim». Discogs. Consultado em 1 de junho de 2025
27. ↑  «Barão Vermelho – Pro Dia Nascer Feliz». Discogs. Consultado em 1 de junho de 2025
28. ↑  «Tema do Filme Bete Balanço - Ep». Apple Music. Consultado em 1 de junho de 2025